# Puy de Chabane
Le puy de Chabane est un sommet des monts Dore dans le Massif central.

## Géographie
Le puy de Chabane est situé dans le Puy-de-Dôme, sur la commune de Chastreix, au nord-ouest du puy de Sancy.
Depuis le sommet du puy de Sancy, l'accès au puy peut être réalisé en empruntant le sentier de grande randonnée 30, lequel suit la crête, traverse le col de Courre et la tour Carrée, avant de continuer le long d'un sentier.

## Activités

### Protection environnementale
Son versant oriental est inclus dans le site Natura 2000 « Monts Dore », tandis que l'intégralité de son sommet est répertoriée en ZNIEFF de type 2 « Monts Dore » et dans la ZNIEFF de type 1 « Montagne de Bozat - Chambourguet ».

### Sports d'hiver
Le téléski de la Chambasse, érigé en 1972 par le fabricant Gimar Montaz Mautino et faisant partie du domaine skiable de Chastreix-Sancy, est positionné sur le versant sud-ouest du puy.